# Kjustendil
Kjustendil (bolgarsko Кюстендил) je glavno mesto Oblasti Kjustendil v jugozahodni Bolgariji. 
Leta 2011 je mesto imelo 44.532 prebivalcev.